# Jorge Semprún
Jorge Semprún Maura född 10 december 1923 i Madrid, Spanien, död 7 juni 2011 i Paris, Frankrike, var en spansk författare och spansk kulturminister (1988–1991).

## Biografi
Semprún flydde med sina föräldrar från det spanska inbördeskriget till Paris, där studerade han på Sorbonne och anslöt sig till kommunistpartiet. Under andra världskriget deltog han i den franska motståndsrörelsen, och arresterades av tyskarna 1943 och fördes till det tyska koncentrationslägret Buchenwald där han var till krigets slut 1945.  
Efter andra världskriget återvände han till Spanien och blev aktiv i det då förbjudna Spaniens kommunistiska parti, men uteslöts 1964. Semprún har skrivit romaner, pjäser och ett 15-tal filmmanus.